# Fissazione (alchimia)

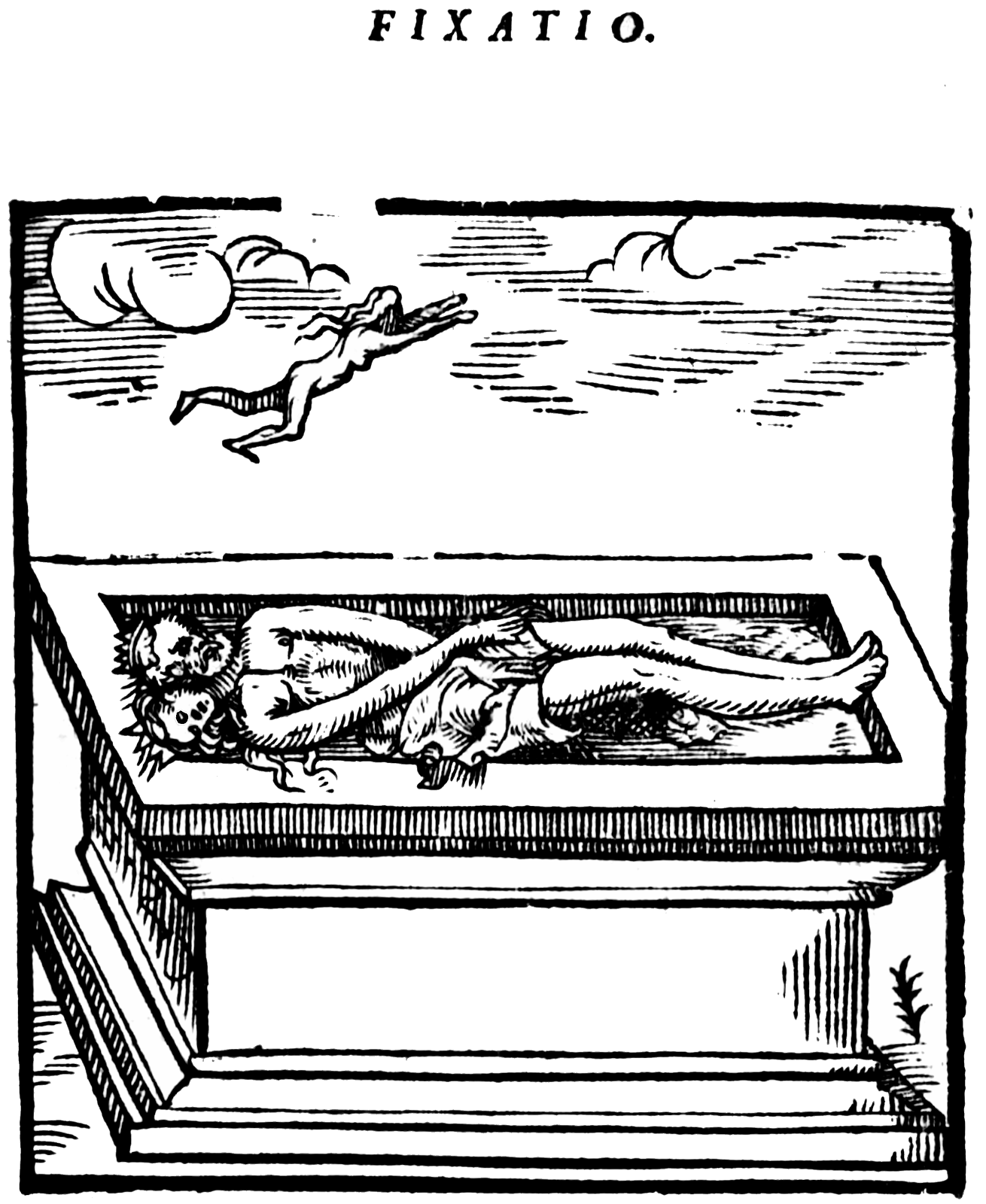
«Qui la vita lunare finisce completamente; lo spirito ascende abilmente in cielo»: illustrazione della fissazione alchemica, con cui l'ermafrodito, dopo la sepoltura, dà luogo a una donna che si libra in alto.

La fissazione (o fixatio) in alchimia è un processo mirante a trasformare una sostanza volatile in una forma generalmente solida, non più condizionata dal fuoco. È definita anche coagulazione.

## Descrizione
Questo processo si colloca solitamente nella fase finale della Grande Opera, sintetizzabile nel motto latino «solve et coagula»: dopo il disfacimento della materia primordiale avvenuto tramite scioglimento, si tratta cioè di ricomporla, ordinandola secondo il principio spirituale del Mercurio, da «fissare» o unire con la Terra, realizzando così il matrimonio chimico tra cielo e materia.
La fissazione è una fase successiva all'albedo, che prelude alla rubedo; nel Rosarium philosophorum è descritta in particolare come il passaggio attraverso l'ingiallimento o citrinitas, paragonato alla digestione che durante il sonno trasforma il colore dell'urina da bianco in giallo.
Sul piano allegorico consiste nella stabilizzazione dello spirito volatile in un corpo materiale, fissando la propria energia creativa in una realizzazione concreta, attraverso la quale l'autore dell'Opera alchemica giunge a trasmutare se stesso.